# Райт, Кристофер
Кристофер Райт (англ. Christopher (Kit) Wright; 1570 — 1605) — английский заговорщик, участник Порохового заговора против английского и шотландского короля Якова I в 1605 году.

## Биография
Родился в Йоркшире в 1570 году в семье Роберта Райта и его второй жены Урсулы Радстон. В семье был еще брат Джон и сестра Марта.
Братья ходили в школу Святого Петра (англ. St Peter's School) в Йорке, учились вместе с Гаем Фоксом, будущим соратником по Пороховому заговору.
Оба были искусными фехтовальщиками и известны своей храбростью. Несколько раз братья арестовывались по соображениям национальной безопасности. В 1596 году — во время болезни королевы Елизаветы I. В 1601 году они были заключены в тюрьму Маршалси за участие в восстании графа Эссекса.
Узнав о Пороховом заговоре, Джон в 1604 году  принял его идею. В марте 1605 году к нему присоединился Кристофер. Но о существовании заговора стало известно властям. В ночь с 4 на 5 ноября был произведен обыск здания парламента, и около полуночи в подвале был обнаружен Гай Фокс вместе с приготовленным порохом, который тут же был арестован. В течение недели (к 12 ноября) были найдены и обезврежены все остальные  участники заговора. Некоторые из них были убиты при поимке, остальных ждал суд и казнь. Братья Райт погибли 8 ноября 1605 года  в перестрелке в Holbeche House в Стаффордшире.
Кристофер был женат на Марагарет Райт, детей у них не было.

## Образ в искусстве
- Мэттью Нил в мини-сериале «Порох»